# Cheugugi
Le Cheugugi ou Chugugi (en coréen : 측우기 en hangeul et 測雨器 en hanja) est le premier pluviomètre au monde à permettre des mesures précises de la pluie. Il a été fabriqué en fer et achevé en 1442 en Corée pendant le règne du roi Sejong le Grand de la dynastie Joseon. Le principe consiste à recueillir l'eau de pluie dans un récipient cylindrique simple dont la hauteur est optimisée de sorte qu'elle soit suffisante pour empêcher la turbulence de la pluie d'en faire sortir l'eau. La profondeur de l'eau est mesurée à la règle. Les mesures réalisées dans tout le pays à l'aide de ce pluviomètre ont été consignées pendant 400 ans.

## Caractéristiques
Le modèle final de Cheugugi mesure 31,9 cm de hauteur et 14,9 cm de diamètre.

## Histoire
La Corée de l'époque du roi Sejong le Grand s'intéresse aux phénomènes naturels comme la météo et l'astronomie. La Corée est alors un pays agricole et dépend de ses récoltes. Les catastrophes naturelles telles que les épisodes de sècheresses et les inondations sont alors prises très au sérieux. Le roi et son gouvernement entreprennent de favoriser une meilleure politique agricole. Les experts scientifiques du roi conçoivent ainsi le Cheugugi. Un premier modèle conçu par le fils aîné du roi Sejong, Munjong, est mis au point le 18 août 1441. Cependant des essais réalisés en 1441 révèlent plusieurs imprécisions. Un deuxième modèle apportant des correctifs est donc achevé le 8 mai 1442 (créé par Jang Yeong-sil).
La quasi-totalité des pluviomètres fabriqués pendant le règne du roi Sejong ont été perdus pendant la guerre d'Imjin. Ceux qui subsistent de nos jours datent du XVIIIe siècle, notamment un modèle qui date de 1770.

## Mesures
Les mesures avec ce pluviomètre commencent en 1442 et sont poursuivies pendant des siècles.